# Nicola Sala
Nicola Sala (Tocco Caudio, 7 aprile 1713 – Napoli, 31 agosto 1801) è stato un compositore italiano.

## Biografia
Studiò musica a Napoli al Conservatorio della Pietà dei Turchini dal 1732 al 1740 sotto la guida di Nicola Fago e Leonardo Leo. Qui probabilmente scrisse la sua prima composizione, l'opera Vologeso, andata in scena nel 1737 a Roma. Nel 1745 non fu accettato per succedere a Leonardo Leo nel ruolo di maestro della cappella reale. Negli anni Sessanta rappresentò alcuni suoi lavori al teatro San Carlo. Tra questi il dramma La Zenobia, che fu ben accolto. Nel 1787 diventò secondo maestro della Pietà dei Turchini, dove già da 47 anni operava come insegnante, e dal 1793 fino all'11 ottobre 1799 fu invece primo maestro.

Suo allievo fu Gaspare Spontini.
Sala fu uno dei più importanti insegnanti napoletani, che formò musicalmente molti compositori, fra cui l'emiliano Ferdinando Orlandi e il lombardo Ambrogio Minoja. Egli redasse anche parecchi trattati pedagogici, fra i quali le Regole del contrappunto pratico, pubblicato a Napoli nel 1794. Scrisse inoltre varie opere, oratori, messe e cantate. La sua musica è stata recentemente riscoperta dal Conservatorio di Benevento (a lui intitolato) e da Eufoniarché, un'associazione del luogo che pubblica ogni anno sue opere e oratori con l'ausilio di paleografi e latinisti delle università di Napoli, Roma e Parigi. Il 30 e 31 luglio 2007 è stata proposta a Benevento in prima mondiale l'esecuzione dell'Oratorio Giuditta, ossia la Betulia Liberata, a cura dell'Associazione Musicale Eufoniarché. La riscoperta delle sue musiche ridà vita per un breve periodo ad un docente e compositore poco conosciuto, salvo poi venir dimenticato nuovamente perché il resto della sua produzione è di qualità nettamente inferiore rispetto al sopracitato oratorio.

## Opere

### Musica profana
- Vologeso (opera seria, libretto di Apostolo Zeno, 1737, Roma)
- La Zenobia (opera seria in tre atti, libretto di Pietro Metastasio, 1761, Teatro San Carlo di Napoli)
- Demetrio (opera seria in tre atti, libretto di Pietro Metastasio, 1762, Teatro San Carlo di Napoli con Diamante Maria Scarabelli)
- Giove, Pallade, Apollo (cantata, 1763, Napoli)
- Il giudizio d'Apollo (serenata, libretto di Giovanni Fenizia, 1768, Teatro San Carlo di Napoli con Lucrezia Agujari)
- Erto, Ebone, Arminio (cantata, 1769, Napoli)
- La bella eroina (prologo, 1769, Teatro San Carlo di Napoli)
- Merope (opera seria, libretto di Apostolo Zeno, 1769, Teatro San Carlo di Napoli con Pietro Benedetti)
- Varie arie

### Musica sacra
- Judith seu Bethuliae liberatio-Giuditta ossia La Betulia liberata (oratorio funebre, libretto di Autore Ignoto, Benevento, 2007)

### Trattati
- Regole del contrappunto pratico (1794, Napoli)
- Principi di contrappunto
- Elementi per ben suonare il cembalo
- Disposizione a tre per introduzione alle fughe di tre parti
- Il modo di disporre a tre sopra la scala diatonica
- Disposizioni imitate a soggetto e controsoggetto
- Fughe con soggetto e controsoggetto a suono plagale
- 6 fughe, 76 canoni e solfeggi